# HK G3自動步槍
HK G3是德國黑克勒-科赫公司於1950年代，以賽特邁自動步槍為基礎所改進的7.62×51毫米NATO口徑戰鬥步槍，曾獲大量國家採用。

## 歷史
第二次世界大战末期，德國毛瑟公司設計了一款以滾輪延遲反沖式原理運作的突擊步槍Gerät 06(H)，他們在1944年獲得了來自陸軍統帥部的30把樣槍訂單，該槍被德軍正式命名為StG45。不過才快要完成零件生產，二戰的歐洲戰線便結束了。作為戰敗國主要武器供應商之一的毛瑟公司受到了同盟國的清算，一些員工更被拘留於荷蘭，並被英國人命令完成製造一小批StG45供同盟國作研究之用。
由於二戰後頭幾年西德不被允許進行武器研發，滾輪延遲反沖式閉鎖槍機的發明者路德維希·福爾格里姆勒以及一群曾參與StG45設計的工程師先被帶往法國進行研發，在1950年又被帶到了西班牙的特種材料技術研究中心，參與一個研發新型槍械的專家小組。剛開始時西班牙方面並不信任他，不過在他的才能顯露出來之後很快就改變態度，並批准了由他所負責的新槍研發專案，新槍很快地被製造出來，並取名為“賽特邁步槍”（CETME，即“賽特邁”，這是西班牙特種材料技術研究中心的縮寫），並試驗了多種口徑與StG45相同的彈藥，包括：7.92×33毫米短彈、具有創新設計的7.92×41毫米賽特邁M53步槍彈（有時稱為7.92×40毫米），最終採用7.92×40毫米縮小後的7.62×40毫米賽特邁M53彈。
受制於美國的壓力，北約在1954年正式選定7.62×51毫米子彈為制式彈藥，故賽特邁只好放棄其研發的彈藥，將口徑改膛為7.62×51毫米。此時，西德正好需要新槍來裝備新组建的军隊，他們原先已在1956年選定FN FAL並給予編號G1作為新的制式步槍，但比利時當局恐怕納粹德國在二戰期間為歐洲所帶來的浩劫會再度重演，故不願意出售相關設計讓西德可以自主生產並裝備聯邦國防軍（Bundeswehr）。西德只好放棄原本的計畫重新進行招標測試，當時參與招標的步槍包括：賽特邁步槍（G3）、瑞士SIG SG 510（G2）以及美國AR-10（G4）。西德訂購了400把7.62×51毫米NATO口徑的賽特邁步槍進行測試，這些測試用步槍在測試過程中由黑克勒-科赫公司根據需求逐步修改，最後在1959年獲聯邦國防軍正式採納。原本西班牙也和比利時相同，不願向西德出售武器設計圖，但西德卻找上具有賽特邁步槍海外（西班牙外）銷售權的荷蘭武器及彈藥工廠（NWM），向其簽訂購買空軍20毫米彈藥的合同作為交換，獲得了賽特邁步槍的設計圖，這些設計圖被交到西德的黑克勒-科赫公司手上，於是路德維希·福爾格里姆勒亦隨著賽特邁步槍回到了西德。黑克勒-科赫根據測試部隊的意見將賽特邁步槍進行改進，改進後的步槍成為黑克勒-科赫G3自動步槍。
因採用了滾輪延遲反衝式結構，HK G3有著很高的精度，缺点是射速較低和全自動射擊時的後座力大。经过半个世纪，G3成为了最普遍的戰鬥步枪之一，数量和FN FAL自動步槍相差无几。

## 設計
G3自動步槍是一種以滾輪延遲反沖式原理運作的自動步槍，這種作動機制在後來亦被不少H&K出品的槍械所運用（包括：HK33突擊步槍、HK MP5衝鋒槍、HK PSG1狙擊步槍和HK21通用機槍等）。附帶一提的是，這些武器均沒有加入無彈後定功能。
它是一款擊發調變槍械，快慢機為三點式設計，有保險（0或S）、單發（1或E）和全自動（20或F）三個模式，用戶亦可換上一套象形標示的左右靈巧操作四點式快慢機，它額外提供了三發點放模式。
其拉機柄採用了可鎖定式設計，即拉到後方可將其卡在上方的鎖槽，由於此時槍栓也被固定在後方，裝填彈匣時不會被其妨礙而更流暢，最後射手釋放拉機柄時槍栓也會一同向前復位，順便從彈匣內推一發子彈上膛。這種上膛方式是H&K極度建議用戶使用的，因為當槍栓呆在原位時會妨礙彈匣裝上，雖可用力強行安裝，但會有一定機率損壞槍栓和彈匣供彈咀。此外，用力拍擊拉機柄釋放槍栓的方式被槍械或軍事愛好者稱為“HK拍擊”（HK Slap），該上膛方式一度成為了H&K武器的招牌設計。
照準器為一套可調的鼓狀照門和柱狀準星，其中照門最高可調至400米。用戶亦可透過在機匣上安裝適配器以對應各種日用或夜用瞄準鏡。
G3的槍管使用多邊形膛線式設計，上面的開槽式消焰器能夠讓用戶裝上刺刀及發射22毫米槍榴彈。其槍膛為凹槽式設計，這樣可令拋殼動作更順暢。供彈具為一個鋼製（260克）或鋁製（140克）的20發雙排式彈匣，另有50發彈鼓可供選擇。
G3連槍提供的標準配件包括：一具可拆式兩腳架（不提供予配備穿孔式塑膠護木的G3）、槍帶、清潔套件和快速裝填器。該武器還可裝上的配件包括：刺刀、HK79下掛式榴彈發射器及空包彈發射器等。
該步槍可被理解為一種較早期形式的模組化武器系統，因為其槍托、護木和火控組均能夠更換成不同的規格以滿足不同需求。

## 使用者
G3步槍在1959年被德國联邦国防军正式裝備，在1997年被HK G36突擊步槍取代，世界上至少有80多個國家購買了G3步槍，其中有10多個國家獲得特許生產權，雖然在70年代，世界上吹起一股換裝小口徑步槍的風潮，不過現在仍有至少40多個國家持續使用G3步槍。

### 北約

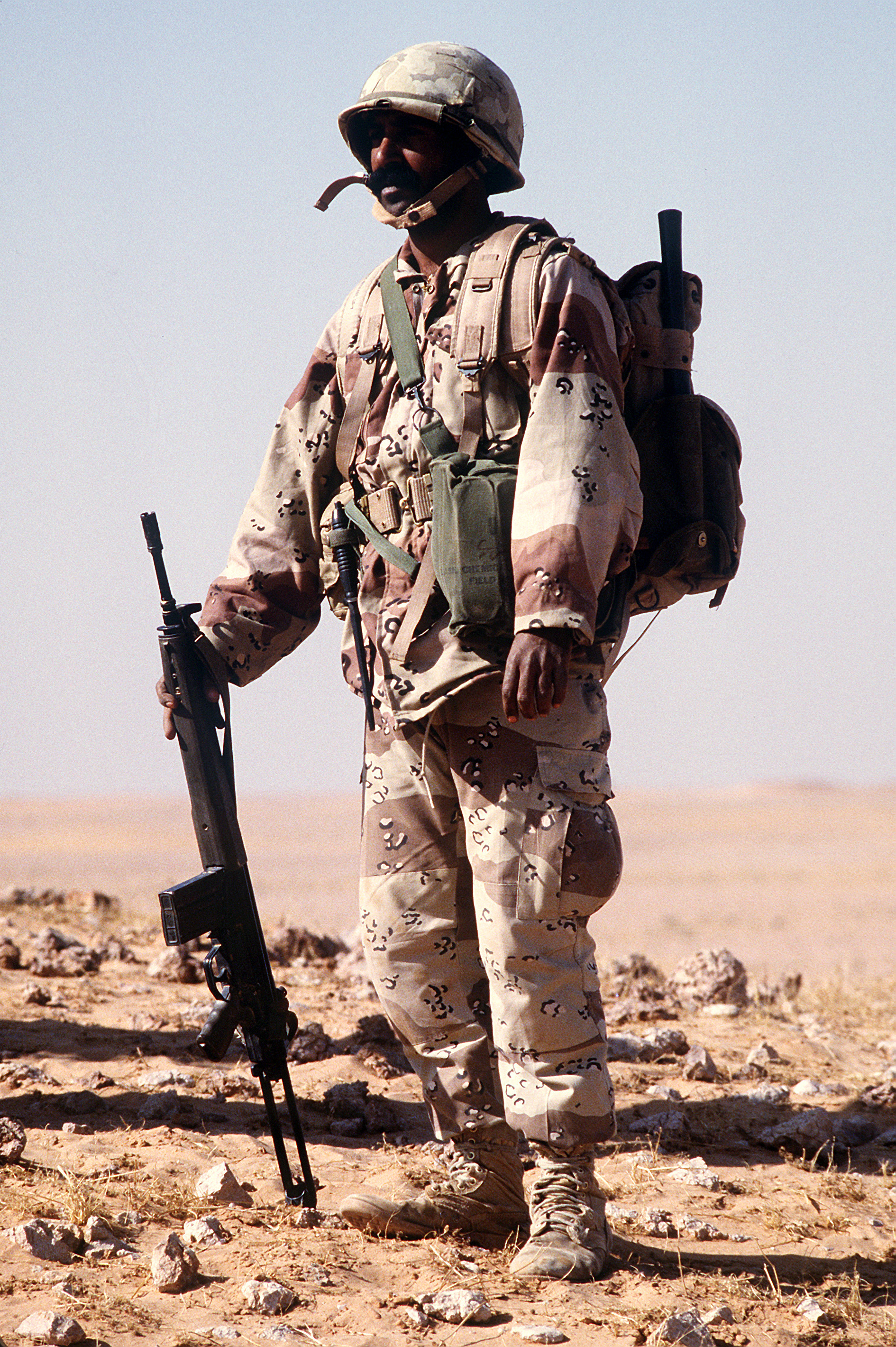
裝備G3A4的沙特阿拉伯士兵

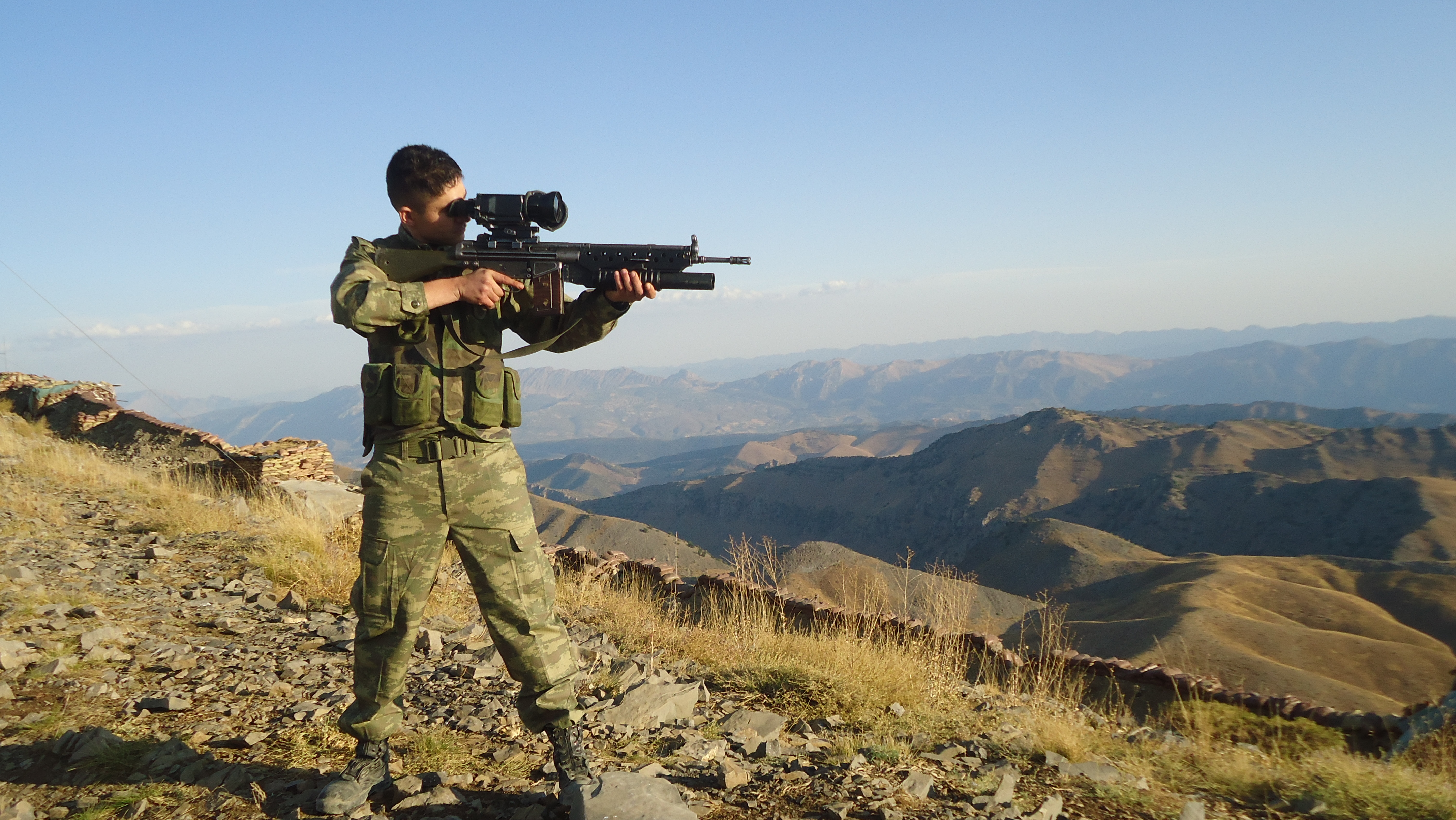
在伊拉克北部使用G3A3的土耳其士兵

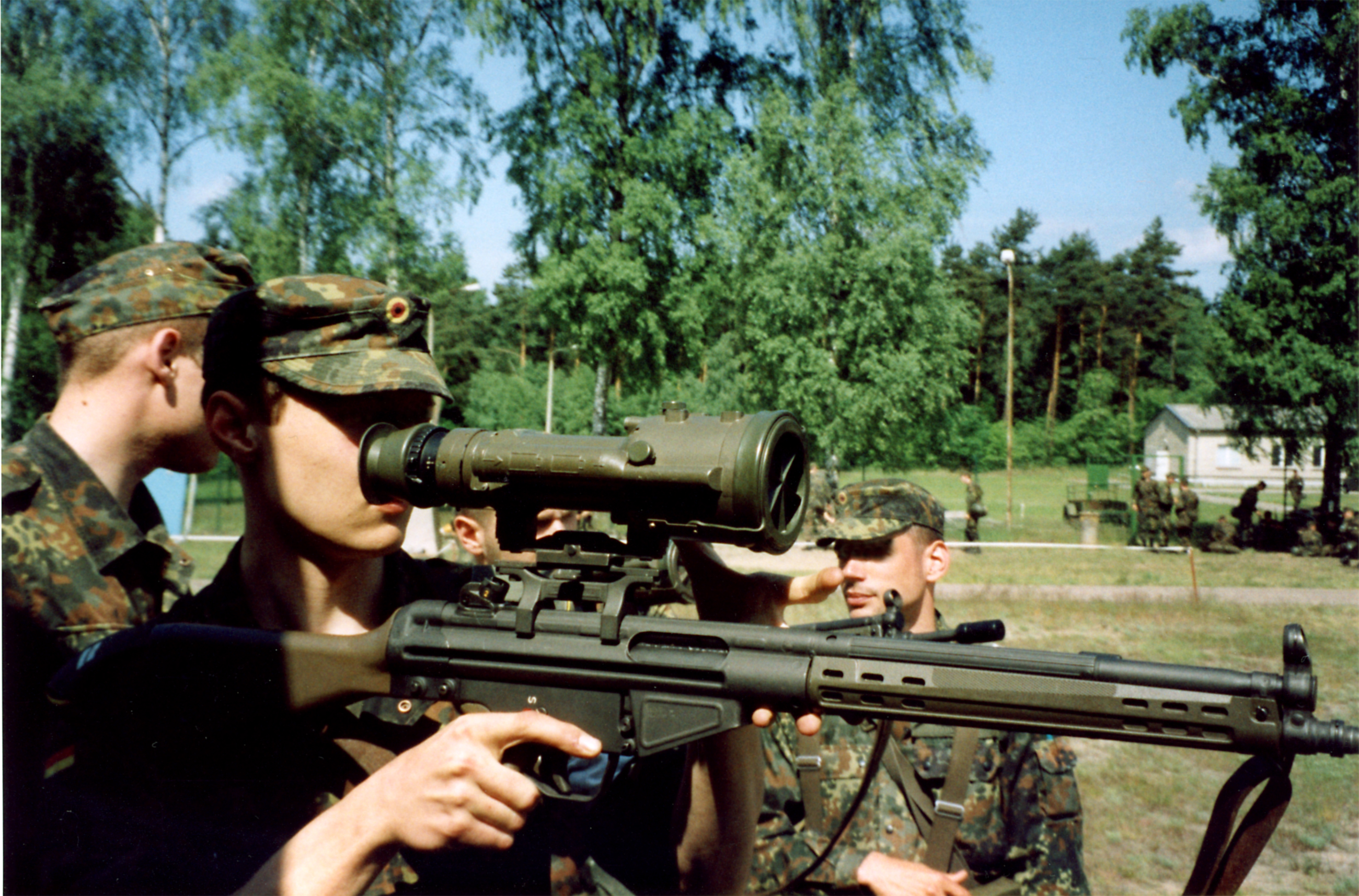
德國聯邦國防軍至今仍有裝備G3作精確射手步槍

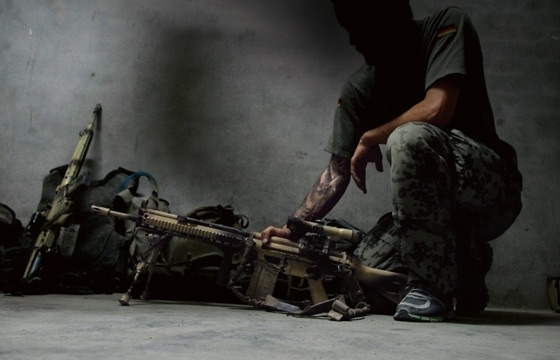
德國聯邦國防軍裝備的G3A3ZF

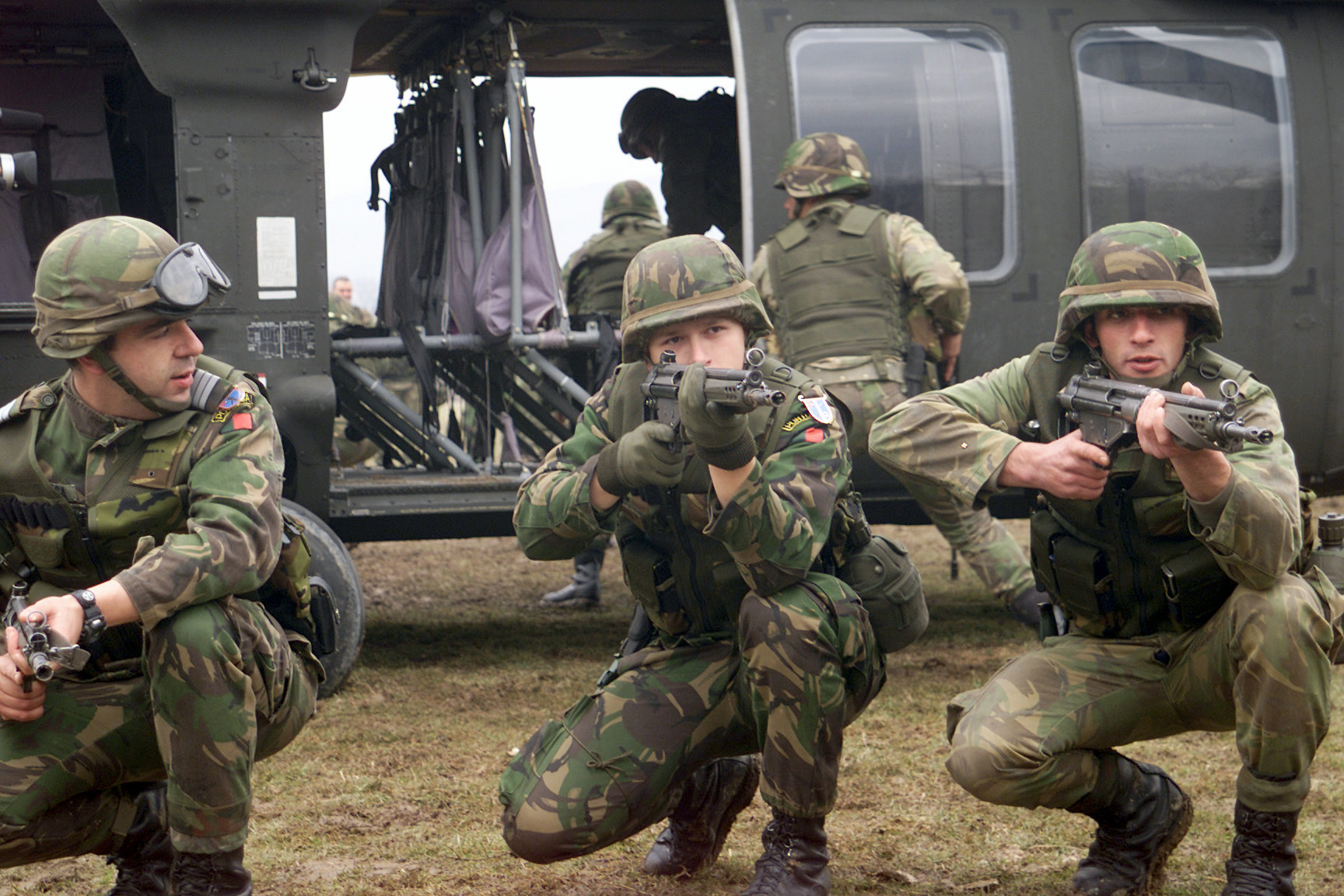
葡萄牙士兵裝備的G3

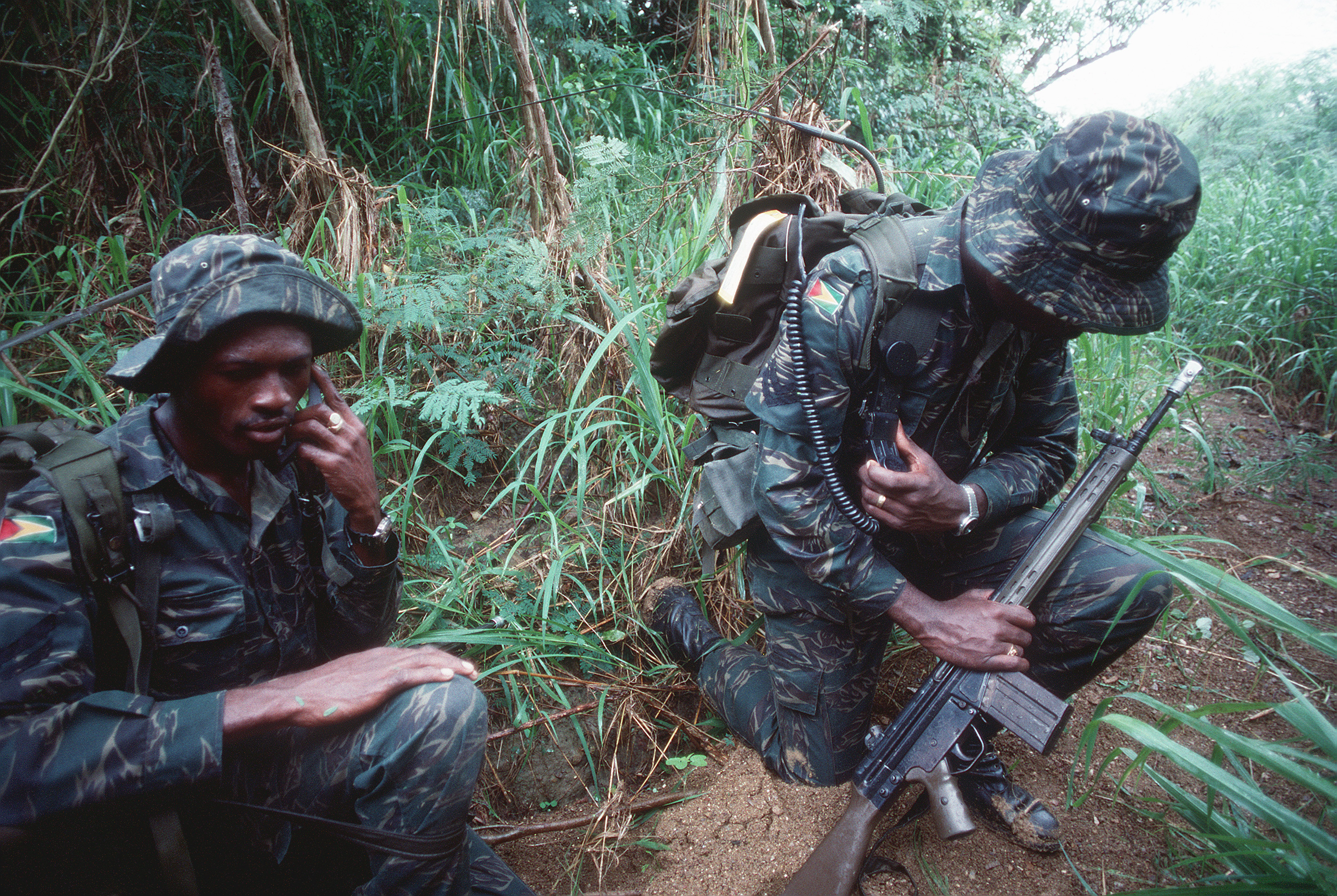
使用G3進行訓練的圭亞那士兵

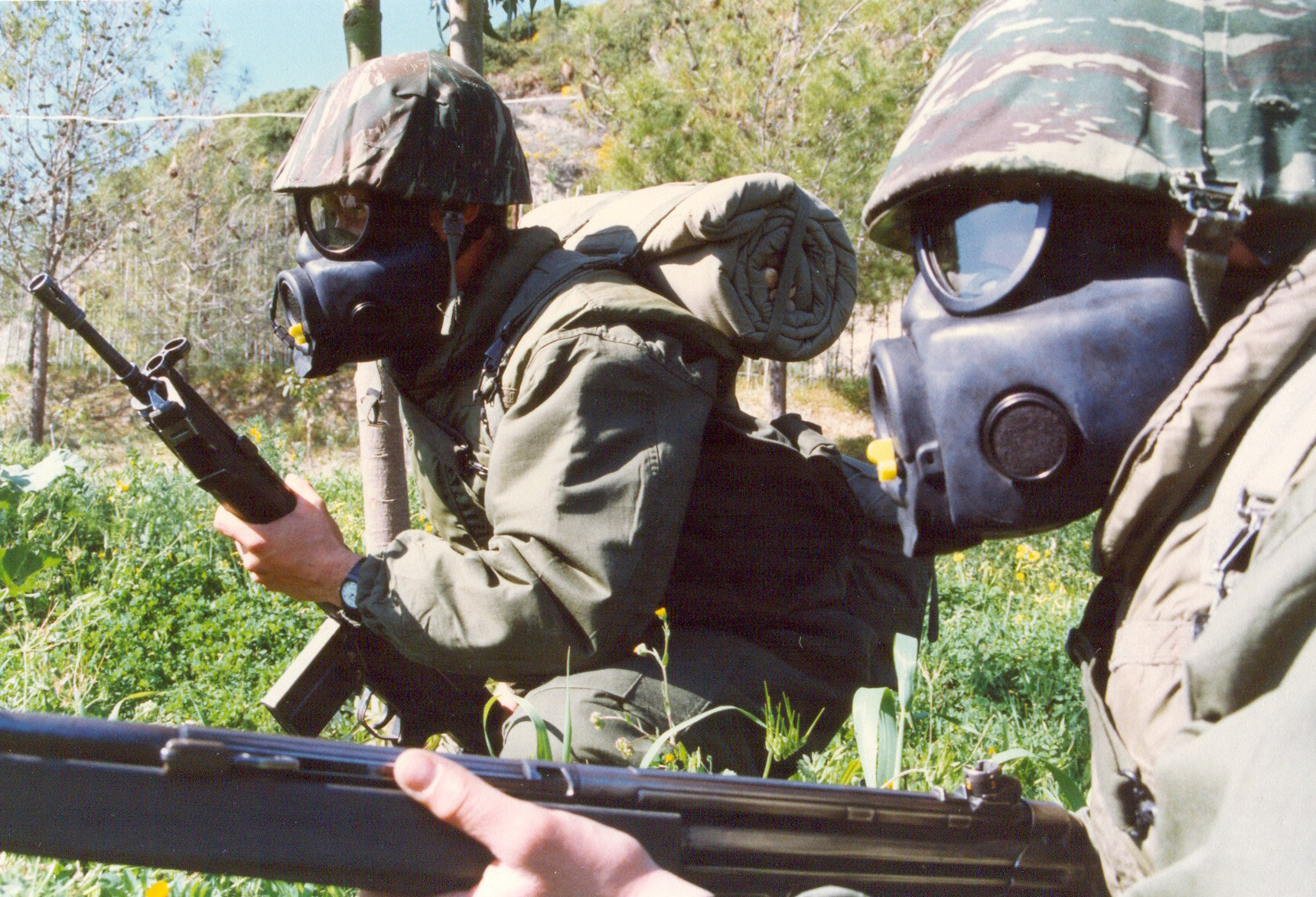
希臘士兵

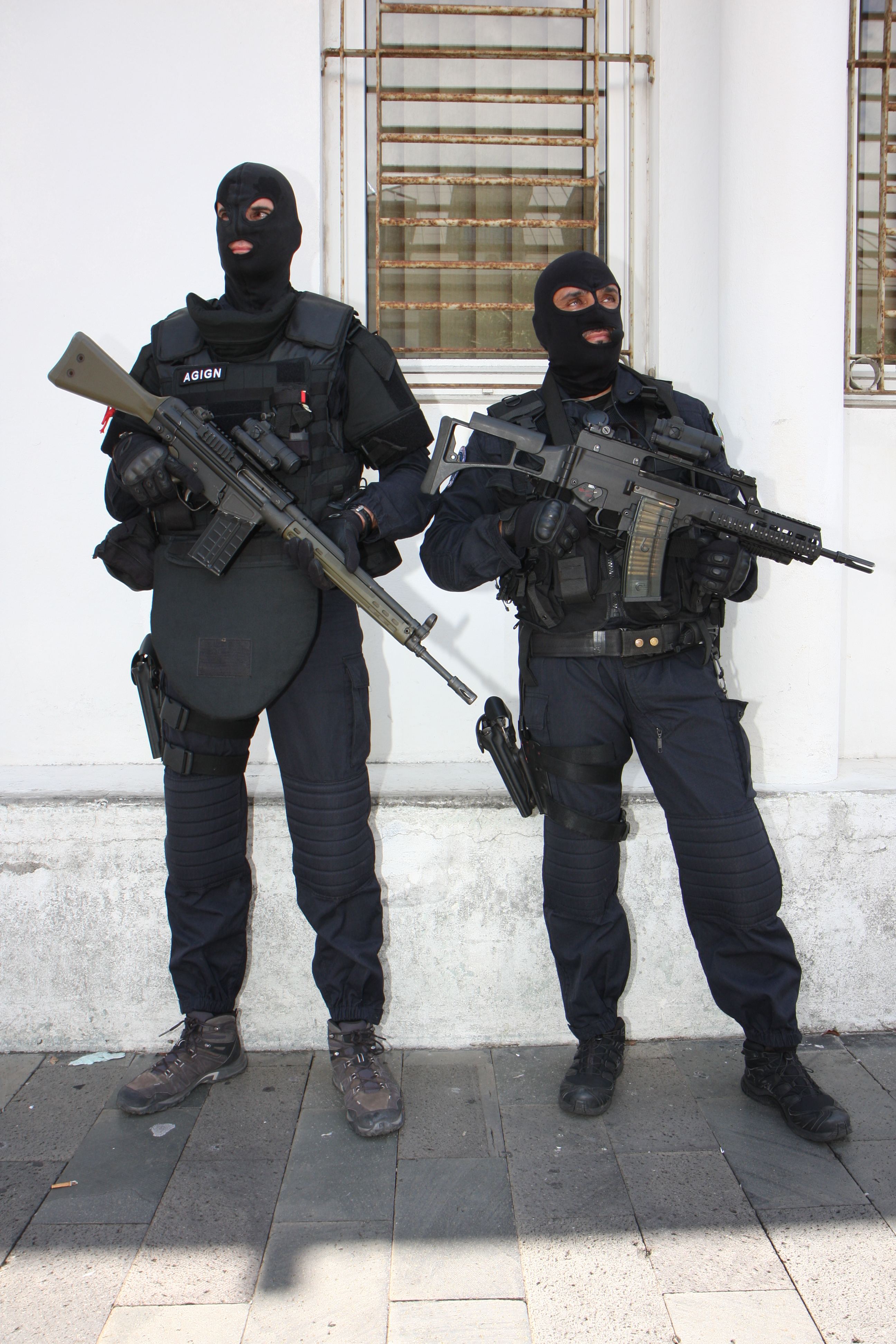
手持G3（左）的國家憲兵干預組隊員

- 阿尔巴尼亚
  - 阿爾巴尼亞警察（英语：Albanian Police）武裝份子掃蕩部門（英语：RENEA）
  - 阿爾巴尼亞武裝部隊
- 比利时
  - 警察單位
- 爱沙尼亚—使用瑞典制Ak 4。
  - 愛沙尼亞國防軍
- 法國—由GIAT特許生產。
  - 法國陸軍（仍用作精確射手步槍）
  - 國家憲兵干預組
- 德国
  - 德國聯邦國防軍（大部份被HK G36取代，但有少量仍然持續服役，通常是用作精確射手步槍）
- 希腊—由EAS（Ellinika Amyntika Systimata）特許生產。
  - 希臘武裝部隊（在1970年代後期取代了M1加蘭德步枪）
- 冰島—採用G3A5及AG-3。
  - 冰島海岸防衛隊（英语：Icelandic Coast Guard）
  - 冰島危機應變單位（英语：Iceland Crisis Response Unit）
- 義大利
  - 義大利特種部隊（英语：Italian Special Forces）（用作精確射手步槍）
  - 特警單位（採用G3SG/1）
- 拉脫維亞—使用瑞典製Ak 4。
  - 拉脫維亞國家武裝部隊
- 立陶宛—使用瑞典製Ak 4。
  - 立陶宛武裝部隊
- 荷蘭
  - 荷蘭軍隊特種部隊
- 北馬其頓
  - 特種部隊單位（G3SG/1）
- 挪威—由康斯貝格（Kongsberg Våpenfabrikk）製造的改裝型G3，名為AG-3（Automatgevær 3）。
  - 挪威國防軍（目前正被HK416取代）
- 波蘭
  - 特種軍司令部（英语：Polish Special Forces）
- 葡萄牙—由Braço de Prata轉讓給INDEP（Indústrias de Defensa de Portugal）特許生產，名為M/61。
  - 葡萄牙武裝部隊
- 羅馬尼亞
  - 特種保護和干預支隊（英语：Detașamentul de Intervenție Rapidă）（包括G3SG/1）
- 斯洛維尼亞
- 西班牙
  - 西班牙武裝部隊（採用G3SG/1）
- 瑞典—由瑞典胡斯克瓦那（Husqvarna）及卡爾古斯塔夫（Carl Gustafs）特許生產的G3A2/A3，命名為Ak 4（Automatkarbin 4）。
  - 瑞典國防軍（目前正被Ak 5所取代）
- 土耳其—由機械和化學工業公司（MKE）[2]特許生產，命名為G3A7。
  - 土耳其武裝部隊
- 英国—曾由皇家輕兵器工廠授權生產。
  - 英國武裝部隊（G3KA4命名為L100A1）
    - 英國特種部隊
      - 英國陸軍第22空降特勤團（G3KA4、G3SG/1及MC-51；已退役）
      - 特種部隊支援群（G3KA4；已退役）

  - 倫敦都市警部特種槍械司令部（G3KS）
- 美国—除原廠版本外，葡萄牙亦曾把生產線賣給美國一家槍械製造廠，其後該廠推出半自動民用型（類似HK91）及執法部門型。
  - 美國海軍三棲特戰隊
  - 美國陸軍第1特種部隊D作戰分遣隊
  - 美國海軍特殊戰開發群
  - 聯邦調查局人質拯救隊（已退役）
  - 多個聯邦及地方執法部門（HK91、G3SG/1）

### 非北約
- 阿尔及利亚
- 安哥拉
- 阿根廷
  - 特種部隊單位（G3SG/1）
- 奥地利—授權於當地生產，於1965年至2000年期間生產了約4萬枝。
  - 奥地利聯邦軍
- 巴林
- —由孟加拉共和國軍械廠生產。
  - 孟加拉武裝部隊（英语：Military of Bangladesh）
- 玻利维亚
- 不丹
- 巴西
- 布吉納法索
- 柬埔寨
- 喀麦隆
- 中非
- 智利
  - 智利武裝部隊（英语：Military of Chile）（用於炮兵部隊、訓練及儲備）
- 哥伦比亚
  - 哥倫比亞武裝部隊（英语：Military of Colombia）（正被IMI Galil取代）
- 賽普勒斯
- 刚果民主共和国
- 薩爾瓦多
- 衣索比亞
- 加彭
- —從土耳其獲得1,500枝G3A3。
  - 喬治亞武裝部隊
- 几内亚
- 海地
- 香港：在英屬香港時期的皇家香港警察從1970年代起採購G3系列供特警單位使用[3]。
  - 香港警務處特別任務連（G3A3、G3SG/1及MC-51；全部均已退役）
- 印度尼西亞
  - 印尼武裝部隊（1960年代早期開始成為印尼空軍特種部隊（Korphaskhas）的制式步槍，現在用於儲備）
- 伊朗—由DIO（Defense Industries Organization）制造，被H&K原廠命名為G3A6，近年更推出了DIO G3犢牛式版本[4]。
  - 伊朗伊斯蘭共和國軍隊
- 伊拉克
- 伊拉克库尔德斯坦
  - 佩什梅格
- 愛爾蘭
- 约旦
- 科威特
- 黎巴嫩
  - 內政保安部隊（極少量地裝備）
- 利比里亚
- 利比亞
- 澳門
  - 澳門保安部隊高等學校（G3A1被用於訓練學員）
  - 治安警察局（G3A1被用於檢閱儀式典禮用途）
- 马拉维
- 马来西亚
  - 馬來西亞皇家警察（1970年代早期，VAT 69及UTK等部隊裝備G3SG/1作主要狙擊步槍，直到1990年被HK MSG90及PSG1取代）
  - 海軍特種作戰部隊（已被HK MSG90及PSG1取代）
- 毛里塔尼亚
- 模里西斯
- 墨西哥—由DIM（Departamento de la Industriá Militar）及DGDF（Direccion General de Fabricas de la Defensa）特許生產
  - 墨西哥武裝部隊（目前正被FX-05取代）
  - 墨西哥聯邦警察（英语：Federal Police (Mexico)）
- 摩洛哥
- 緬甸—由Ka Pa Sa生產，名為Ka Pa Sa BA63。
  - 緬甸國防軍
  - 緬甸警察部隊
- 尼加拉瓜
- 尼日尔
- 奈及利亞
- 北賽普勒斯
- 阿曼
- 巴基斯坦—全部衍生型由巴基斯坦軍械廠（Pakistan Ordnance Factories）生產。
  - 巴基斯坦武裝部隊
  - 巴基斯坦準軍事部隊（英语：Paramilitary forces of Pakistan）
- 巴拉圭
  - 巴拉圭武裝部隊（現用於訓練及儲備，正被M16突擊步槍取代）
- 秘魯
- 菲律賓
- 卢旺达
- 沙烏地阿拉伯—軍事工業公司（英语：Military Industries Corporation (Saudi Arabia)）特許生產。
  - 沙特阿拉伯武裝部隊
- 塞内加尔
- 塞爾維亞
  - 塞爾維亞內務部特別反恐部隊
- 索馬利蘭
- 南蘇丹
- 苏丹—本土生產。
  - 蘇丹武裝部隊
- 坦桑尼亚
- 泰國
- 多哥
- 阿联酋
- 乌干达
- 乌克兰：2022年俄羅斯入侵烏克蘭期間由葡萄牙及德國供應。
  - 烏克蘭武裝部隊
- 委內瑞拉
- 葉門
- 尚比亞
- 辛巴威

### 前使用國
- 丹麦—採用G3A5，命名為Gv m/75（Gevær Model-1975）及其衍生型Gv m/66（Gevær Model-1966），由萊茵金屬特許生產。
  - 丹麥國防軍（於1990年代被C7突擊步槍（Gv m/95）及C8卡賓槍（Gv m/96）取代。）
- 伊朗帝國
- 盧森堡
  - 盧森堡大公國軍（已被斯泰爾AUG突擊步槍所取代）
- 羅德西亞
- 南非
  - 南非國防軍（於1980年代被當地生產的R4突擊步槍所取代）
- 斯里蘭卡
  - 斯里蘭卡武裝部隊（英语：Military of Sri Lanka）（在1980年代早期向巴基斯坦入口了數百枝G3A3來對付泰米爾激進分子，後被中華人民共和國的56式自動步槍取代）
- 西德
  - 德國聯邦國防軍（兩德統一後繼續裝備）
  - 德國聯邦邊境防衛隊

## 衍生型
7.62×51毫米NATO
- G3（原型，基於賽特邁自動步槍的改進型）
- G3A1（G3伸縮槍托版本）
- G3A2（固定槍托，改用鼓型照門）

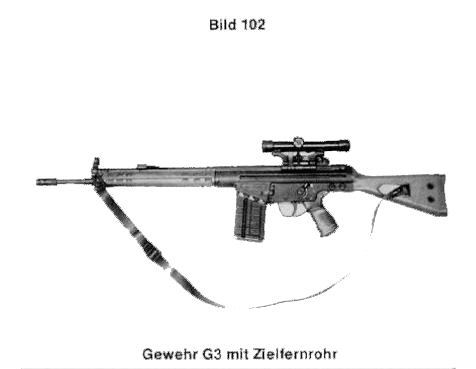
G3A3ZF

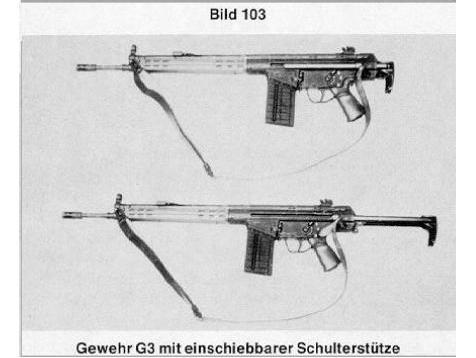
G3A4

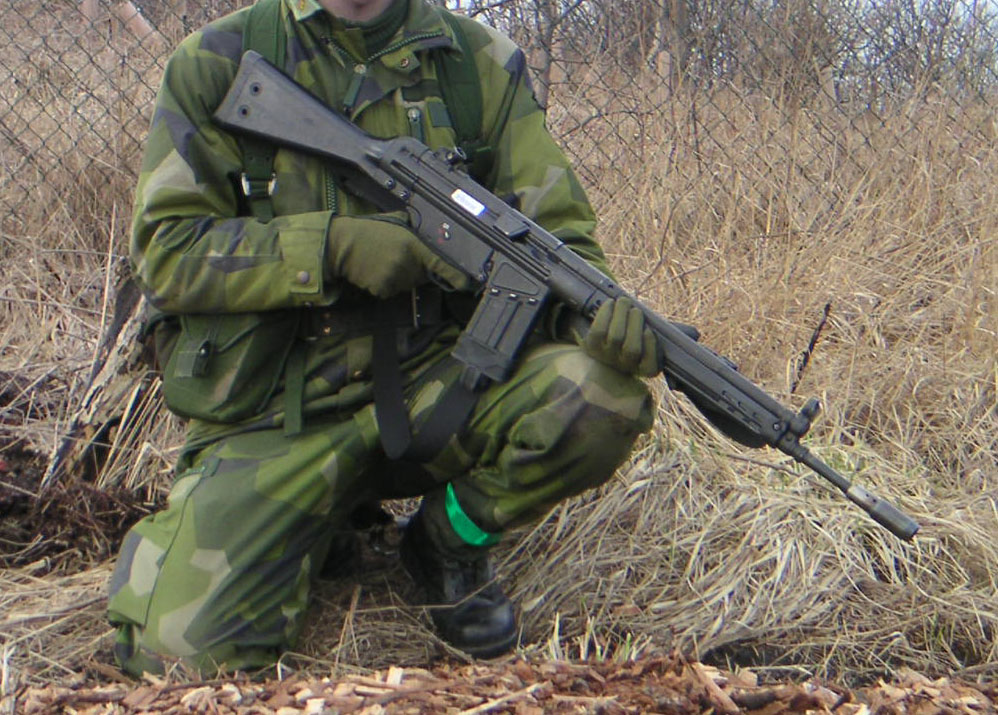
瑞典軍隊的Ak 4

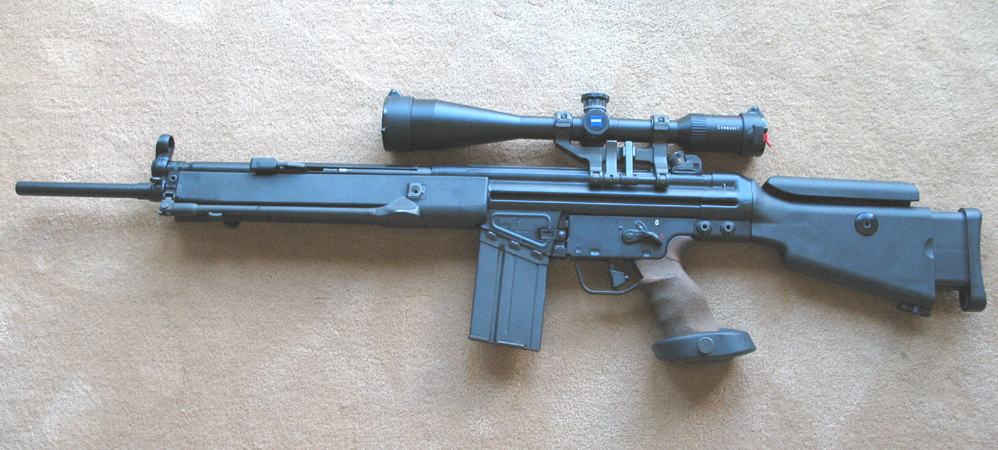
SR9T

- G3A3（採用塑料固定槍托與護木，自由浮動式槍管）
- G3A3A1
- G3A3ZF（裝有瞄準鏡的G3A3，ZF是瞄準鏡的德文簡寫）
- G3A4（G3A3的伸縮槍托版本）
- G3A4A1
- G3KA4（G3A4的卡賓槍版本）
- G3KA4A1
- G3A5（G3A3丹麥軍隊制式版本、名為Gv m/75）
- G3A6（G3A3的伊朗版本）
- G3A7（G3A3的土耳其版本）
- G3A7A1（G3A4的土耳其版本）
- G3-TGS（裝上HK79的版本）
- G3SG/1（狙擊步槍改造版本）
- G8（德國國內使用的輕機槍版本）
- HK PSG1（以G3為基礎所設計的狙擊步槍）
- HK MSG90（PSG1的低成本輕量化版本）
- HK11（輕機槍）
- HK21（彈鏈供彈式通用機槍）
- HK41（民用版的G3）
- HK91（民用版的G3，HK41的改良型，但沒有全自動發射功能）
- SR9（民用版的G3，沒有全自動發射功能）
- SR9T（裝有MSG-90的槍托、PSG1的扳機及握把）
- SR9TC（裝有PSG-1的槍托、訂購客戶可選擇護木）

7.62 × 39毫米
- HK32

5.56×45毫米NATO
- HK33
- HK33K（HK33的卡賓槍版）
- G41（通用M16彈匣、NATO口徑規格的步槍，在意大利軍隊的制式步槍評選會中敗給了貝瑞塔AR70/90）
- HK33SG/1（狙擊槍改造版）
- HK53
- HK13（輕機槍）
- HK23（彈鏈供彈式輕機槍，在美軍的輕機槍裝備評選會中敗給了FN M249）
- HK43（民用版的HK33）
- HK93（民用版的HK33，HK43的改良型，但沒有全自動發射功能）

9×19毫米
A型號：
- MP5
- MP5A1：可安裝附件的槍口；海軍版扳機／「SEF」，使用直型彈匣。
- MP5A2：固定槍托，海軍版扳機／「SEF」。
- MP5A3：伸縮槍托，海軍版扳機／「SEF」，最廣泛使用的MP5型號。
- MP5A4：固定槍托，A2的可三點發扳機版本。
- MP5A5：伸縮槍托，A3的可三點發扳機版本。

SF（代表「單發」）型號：
- MP5SFA2：A2移除連發功能的半自動卡賓槍型號，固定槍托。
- MP5SFA3：A3移除連發功能的半自動卡賓槍型號，伸縮槍托。

特製型號：
- MP5N：（「N」代表「Navy」，海軍）專為美國海軍製造的型號，裝有海軍版專用「SEF」扳機、前護木有金屬防滑紋，防海水腐蝕，三叉型槍口可裝上消聲器、伸縮槍托。
- MP5F：（「F」代表「French」，法國）專為法國軍隊及警隊，為了減低射擊時後坐力帶來的不適，特別在槍托底板裝有軟塑料護板、前護木上有防滑紋。
- MP5J：（「J」代表「Japan」，日本）專為日本警隊製造的MP5，最大特色就是可以單槍同時使用SEF及三點發扳機。
- MP5/10：專為美國聯邦調查局製造的型號（一些執法部門也有採用），發射10毫米Auto，有A2、A3和N的版本，已停產但原來的用户可以享有HK公司的售後服務。
- MP5/40：專為美國聯邦調查局製造的型號，發射.40 S&W，已停產。
- MP5 RAS：（「RAS」代表「Rail Attachment System」，導軌系統）裝上導軌系統的MP5。
- MP5公事包型號：內藏MP5K的公事包，可由公事包提把上的按制連動扳機發射。

K（代表「短」）型號：
- MP5K：（「K」代表「短」，德文稱為）超短型的MP5；裝有前握把、全長只有325毫米、「SEF」。
- MP5KA1：裝有簡易片形照門的MP5K；「SEF」。
- MP5KA4：MP5K的可三點發版本，全MP5系列最小的型號。
- MP5KA5：MP5KA1的可三點發版本。
- MP5K-N：專為美國海軍製造的型號，裝有海軍版專用「SEF」扳機、防海水腐蝕，三叉型槍口可裝上消聲器，沒有槍托。
- MP5K-PDW：MP5K的個人防衛武器版本；加裝摺疊槍托、可裝上消聲器的三叉型槍口及三點發，於1991年首次推出。

SD（代表「消聲」）型號：
- MP5SD1：（「SD」），原廠製造的整體槍管消聲器型號、固定槍托、「SEF」。
- MP5SD2：同樣裝有整體槍管消聲器、伸縮槍托；海軍版扳機／「SEF」。
- MP5SD3：裝有整體槍管消聲器、伸縮槍托；海軍版扳機／「SEF」。
- MP5SD4：MP5SD1的可三點發扳機版本。
- MP5SD5：MP5SD2的可三點發扳機版本。
- MP5SD6：MP5SD3的可三點發扳機版本。
- MP5SD-N：MP5SD的海軍版本、KAC護木、不鏽鋼整體槍管消聲器；伸縮槍托。

民用型號：
- HK94：美國本土發售的民用型版本，配有單發/保險扳機及16寸槍管，有三種不同版本-A2、A3及SG1，已停產但至今還可以用5,000美元或以上的高價買到。值得一提的是，大量半自動的HK94A2/A3被割短長管和改裝過，在1980年代至1990年代的動作片出現以代表全自動的MP5。
- SP89：（M1989運動手槍「）。民用型MP5K、特別製造的前護木以符合美國在1989年的法例，已停產。

GR系列（將固定式照門改成固定式瞄準鏡，沒有投產）
- GR2（HK53）
- GR3（HK33）
- GR6（HK13）
- GR9（HK23）

其他廠商生產的衍生型：
- MC-51卡賓槍（英國FR軍械公司生產的短槍管型）
- PTR-91半自動步槍（美國PTR-91公司推出的半自動民用型）

## 流行文化

### 電影
- 1984年—：型號為G3A3，由人類反抗軍所使用。
- 2001年—：型號為G3A3，由索馬里民兵所使用。
- 2002年—：型號為G3A4，由抵抗軍所使用。
- 2004年—《新警察故事》：型號為G3A3，由關祖（吳彥祖飾演）所使用。
- 2005年—：型號為G3A3，為尤里·奥洛夫於黎巴嫩售賣的武器之一。
- 2008年—：由其中一名敵方守衛所使用。
- 2012年—：型號為G3A3，由伊朗革命衛隊和示威者所使用。
- 2012年—：型號為G3A3，由海豹突擊隊於哥斯達黎加執行營救行動中遇上的守衛所使用。
- 2015年—《無境之獸》：型號為G3A3，由部份民兵所使用。

### 電視劇
- 2010年—：型號不明，應該是定制改裝的道具槍，外型介乎於G3KA4和MC-51之間，裝上紅點鏡和帶戰術燈的前握把並且由英國秘密情報局特工休·科特森（安德魯·林肯飾演）與特種空勤團於伊拉克聯合行動期間所使用，亦是他在是次行動當中誤殺友軍時所使用的武器，然而在調查報告當中卻把該槍誤稱為HK UMP衝鋒槍。
- 2013年—：型號為G3KA4，於第2集由米高·斯頓布里奇中士（菲利普·溫切斯特飾演）和迪米安·斯科特中士（蘇利文·斯坦布萊頓飾演）所使用。
- 2017年—《生死狙擊第二季》：型號為G3A3，於第5—6集由墨西哥警察所使用。

### 動畫
- 2002年—《神槍少女》：型號為G3A3，由崔耶拉所使用。
- 2006年—：型號為G3A3，為第一季第一集當中被扔到洛克手上的武器，亦由張維新的守衛所使用。
- 2012年—《槍械少女》：槍枝擬人動畫，G3A3為其角色之一。
- 2014年—《刀劍神域II》：型號為G3A3，於“幽靈子彈”篇的第5話由Bob參賽者「餓丸」所使用（在每話的開場片段亦有登場）。

### 電子遊戲
- 1999年—《絕對武力》及衍生作品：型號為G3SG/1，命名為「D3-AU/1」，為恐怖份子陣營可用武器。奇怪地全自動射擊時射速偏低，而且第一人稱視角的武器模組採用鏡像佈局（槍機拉柄與拋殼口位於同一邊）。
- 2005年—：型號為G3A3。由中東聯盟軍所使用。重新裝填時更換彈匣後玩家角色會使用“HK拍擊”方式上膛。
- 2005年—《真實計劃》：型號為G3A3和G3SG/1，均由德國聯邦國防軍、中東聯盟軍和塔利班所使用。正規軍隊所屬玩家角色在重新裝填時更換彈匣後會使用“HK拍擊”方式上膛。
- 2007年—及重製版：型號為HK91A3，命名為「G3」。戰役模式中由俄罗斯極端民族主義黨武裝份子和中東某國叛軍所使用，全自動射擊。聯機模式時於等級25解鎖，並限定只能半自動射擊。可使用的配件包括：榴彈發射器、紅點鏡、ACOG光學瞄準鏡和消音器。
- 2008年—《戰地之王》：遊戲中型號為G3A3，除了臺灣版和大陸版外，其他版本均以基本武器從現，遊戲內設計為難上手程度的武器，在不改裝的情況下幾乎沒有優點。
- 2008年—：遊戲中型號為G3，命名為“R91突擊步槍”，改用5.56mm子弹和24發彈匣，是遊戲中大部份勢力的常用武器。DLC“The Pitts”增加了一個去除槍托，加裝消音器和光學瞄準鏡的型號“Infiltrator”。
- 2008年—《2》：型號為G3KA4，命名為“G3A4”。武器模組採用鏡像佈局（拋殼口和槍機拉柄都在左邊）。是玩家在遊戲中第一把主要武器，彈匣容量為30發，多人模式為25發，單人遊戲中可用6顆鑽石購買，奇怪地威力比使用5.56×45毫米的AR-16和使用7.62×39毫米的AK-47還小。
- 2010年—《榮譽勳章》：型號為G3A3，單人模式中由塔利班和車臣志願軍所使用，空倉重新裝填時更換彈匣後玩家角色會使用“HK拍擊”方式上膛。奇怪地使用20發彈匣供彈卻可裝填30發子彈。聯機模式中為狙擊兵可解鎖武器，載彈量為20發，並可裝上全息瞄準鏡、狙擊鏡和抑制器。
- 2010年—：型號為G3A3。
- 2011年—：型號為G3A3，空倉重新裝填時更換彈匣後玩家角色會使用“HK拍擊”方式上膛。在合作模式累積取得160,000即可在多人模式中解鎖使用，為突擊兵專用武器；單人模式中由人民抵抗解放軍（PLR）所使用。
- 2012年—《絕對武力：全球攻勢》：型號為G3SG/1，命名為「G3SG/1」，為恐怖份子陣營可用武器。奇怪地全自動射擊時射速偏低。
- 2012年—：只於多人遊戲中出現。型號為G3A3、G3A4及G3KA4，為突擊兵的可用武器，空倉重新裝填時更換彈匣後玩家角色會使用“HK拍擊”方式上膛。
- 2013年—《絕對武力Online 2》：登場型號為“G3KA4”和“G3SG/1”。
- 2013年—《2》：型號為G3A3，命名為「Gewehr 3 Rifle」，空倉重新裝填時更換彈匣後玩家角色會使用“HK拍擊”方式上膛。
- 2014年—《穿越火線》：型號為G3A3。
- 2015年—《戰術小隊》：型號為G3A3、G3A4、G3KA4及G3SG/1。G3A3和G3A4由中東軍和叛軍所使用；G3KA4和G3SG/1僅由中東軍所使用。空倉重新裝填時更換彈匣後玩家角色會使用“HK拍擊”方式上膛。
- 2017年—《少女前線》：型號為G3A3，命名為G3，可透過工廠製造或戰場救援獲得，為2星突擊步槍戰術人形之一，經心智升級後稀有度提升為4星。
- 2018年—《叛亂：沙漠風暴》：G3A3為安全部隊專屬武器。空倉重新裝填時更換彈匣後玩家角色會使用“HK拍擊”方式上膛。
- 2018年—《地面部隊》（Ground Branch）：型號為G3A3。
- 2021年—《戰地風雲2042》：型號為G3A3，作為戰地風雲入口的武器登場。空倉重新裝填時更換彈匣後玩家角色會使用「HK拍擊」方式上膛。
- 2021年—《嚴陣以待》：型號為G3A3，於資料片“黑暗水域”實裝，命名為“G3”。空倉重新裝填時更換彈匣後玩家角色會使用「HK拍擊」方式上膛。
- 2021年—《蔚藍檔案》：才羽桃井的固有武器「Unique Idea」及才羽綠的固有武器「Fresh Inspiration」原形（型號分別為G3A3和G3/SG1）。
- 2022年—《決勝時刻：現代戰爭II 2022》：型号为G3的民用版HK91，命名為“Lachmann-762”，奇怪地拥有全自动射击功能。更換彈匣後玩家角色會使用“HK拍擊”方式上膛。
- 2024年— 《三角洲行动》:命名为“G3战斗步枪”，游戏里归类为突击步枪。